# 一途な恋、一途な夢
「一途な恋、一途な夢」（いちずなこい、いちずなゆめ）は、藤重政孝の6枚目のシングル。EMIミュージック・ジャパンから1995年11月8日にリリース。

## 解説
藤重が初の編曲を手掛けた本作。
ロッテ「クランキーチョコレート」CMソング。
カップリング曲「Friends」は「サークルK」CMソング。

## 収録曲
作詞・編曲：藤重政孝　作曲：野中則夫
1. 一途な恋、一途な夢
2. Friends
3. 一途な恋、一途な夢 (inst.)
4. Friends (inst.)